# 南灣里 (屏東縣)
南灣里為臺灣屏東縣恆春鎮轄下之一里。該里舊名大板埒，又名大板六或大板轆。南灣里北與山腳里毗鄰，南面巴士海峽，東西夾於墾丁里、龍水之間，西南隅鄰大光里，東北方與滿州鄉永靖村相鄰，全里位於墾丁國家公園境內，面積10.9913平方公里。

## 歷史

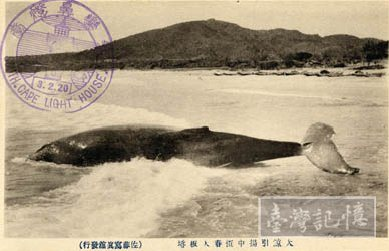
日治時期1920年代大板埒捕撈鯨魚

清光緒年間，南灣里屬於至厚里大板埒，1904年5月1日恆春廳街庄整併，大板埒庄、潭仔庄、墾丁藔庄、船帆石庄、鵞鑾鼻庄、龍鑾庄、龜仔角庄整併為「鵞鑾鼻庄」，仍屬至厚里。大正九年（1920年）調整全臺行政區劃，鵞鑾鼻庄改為鵞鑾鼻大字，隸高雄州恆春郡恆春街。
1945年國民政府接收臺灣後，調整為現今的恆春鎮南灣里。根據恆春鎮公所《南灣里簡介》，關於日治時期的記載則有另一版本，南灣里被分成南北二域分轄，北屬鼻子頭，南屬鵝鑾鼻庄。
據知，南灣最早出現開墾的記載是於《臺灣の港灣》一書中，清順治13年（1656年）由泉州人移住至附近開墾。大正2年（1913年），當時大板埒為日人的捕鯨基地，臺灣海陸產業株式會社看中這裡是黑潮與親潮的會流處，大量鯨魚會在此迴游經過，因此建立事務所1棟，員工宿舍4間及木造工廠1座，以及在沙灘上設置了引揚棧橋1座，蒸氣鍋爐9個，還有蒸氣動力洩引機2台，以用於拖曳鯨魚上岸。大正9年（1920年），臺灣總督府委託東洋捕黥株式會社進行捕黥試驗，將大板埒開發成捕黥事業，興建加工廠及碼頭，曾經有段極盛發展，後因戰事而逐漸沒落。1967年，中華民國政府宣告結束捕鯨事業，目前南灣徒留捕鯨棧道遺跡。

## 南灣
地名「南灣」位於該里的行政中心，即屏鵝公路28公里處，馬鞍山東方一處聚落，其市集發展也集中於這條道路上，餐飲店、雜貨、海產、帶客浮潛都於此，而當地居民則多以務農放牧為生，核三廠設置後，都已經搬遷到南灣國宅居住。南灣的南邊不遠處即俗稱「南灣海域」，為巴士海峽鄰南灣沿岸之海域，該處海域及沿岸沙灘被規劃為南灣遊憩區，其中600公尺長的南灣沙灘有著「金沙灣」美名，又因該處海域湛藍而得「藍灣」之名。
南灣當地有座污水處理廠，自從1999年設立運作，根據環保署於2008年監測結果顯示，南灣海域的水質呈現優級，其原因除了是污水處理，也有可能是海流的自淨、水土保持良好，使南灣街上商店林立，遊客眾多之下，仍能保持水質。

## 旅遊
南灣里境內有兩項景點屬於恆春八景，位於南灣聚落西方的馬鞍山，以及該里北方的赤牛嶺。南灣里知名景點在南灣遊憩區，從事水上摩托車、浮潛、戲水、游泳、衝浪、駕帆船、沙灘排球等活動，但部分的遊憩海域已被劃為電廠用地而管制。2008年11月，墾丁國家公園管理處為了將南灣BOT，這起BOT案的範圍包括南灣海域、停車場以及沙灘，經營權委外管理，並抽成25%費用，造成水上遊憩業者群起抗議。

## 外部連結
- . 文化旅遊資訊入口網 （中文（臺灣））.[永久]